# Dufftown (Whiskybrennerei)
Dufftown Distillery ist eine Whiskybrennerei im Whisky-Ort Dufftown, Banffshire, Schottland, Großbritannien.

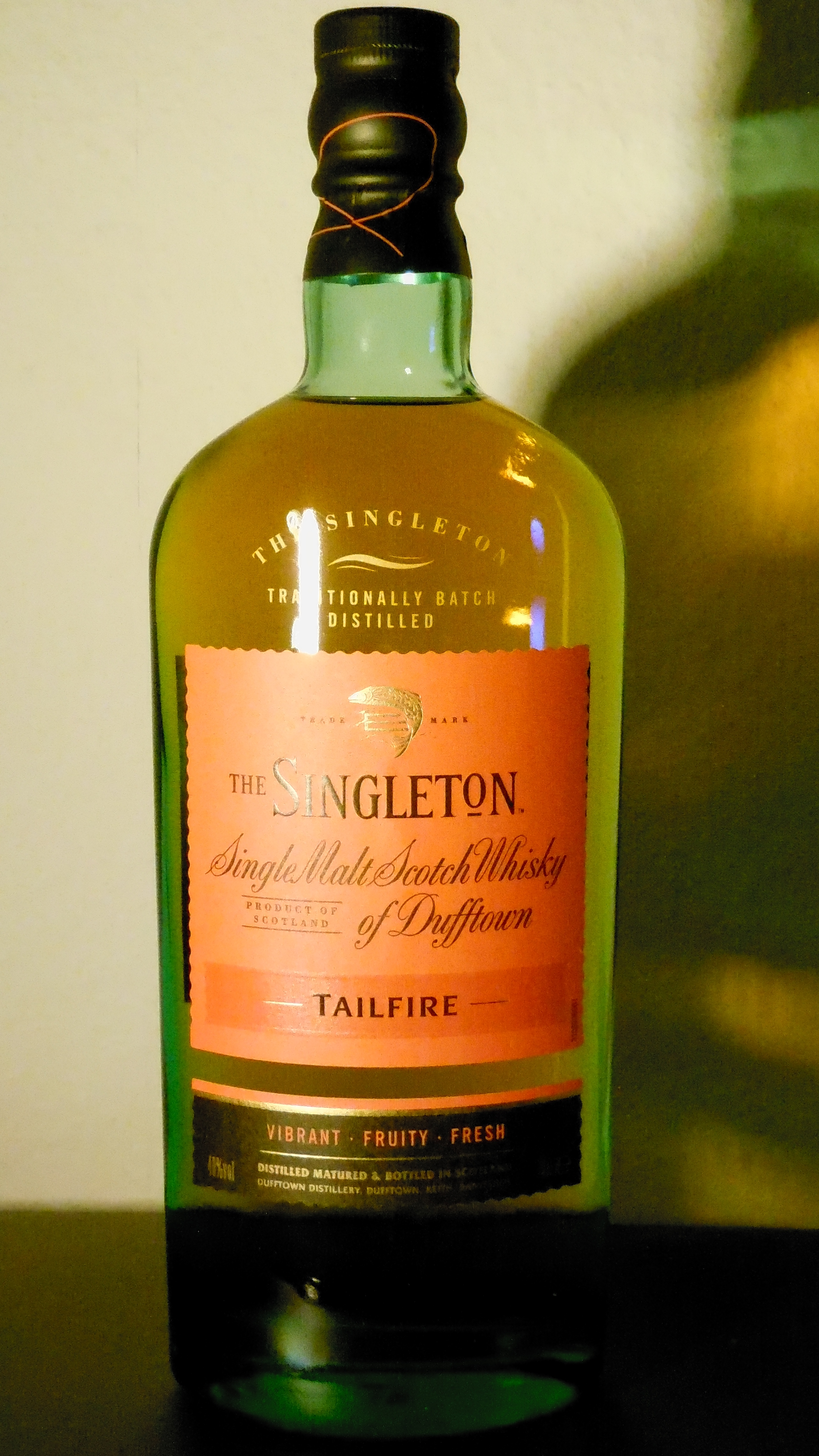
Singleton of Dufftown Tailfire Single Malt Whisky

## Geschichte
Die Dufftown-Destillerie wurde 1895 von Peter Mackenzie, Richard Stackpole, John Symon und Charles MacPherson aus einer alten Mühle erbaut. Sie war die sechste Brennerei, die in dem berühmten Whiskyort Dufftown entstand. Am 10. November 1896 startete die Produktion. 1897 geht die Dufftown Distillery an P. Mackenzie & Co., die außerdem die Brennerei Blair Athol in Pitlochry besitzen. 1933 werden sie von Arthur Bell & Sons für 56.000 Pfund gekauft. 1968 werden die eigenen Malting Floors geschlossen. 1974 werden die Stills von zwei auf vier und 1979 auf sechs Stills erweitert. 1985 kauft United Distillers & Vintner (UDV) (heute Diageo) Arthur Bell & Sons auf.
Dufftown Distillery ist Diageos größte Whisky-Brennerei mit einer Kapazität von etwa 5,8 Millionen Litern Whisky pro Jahr.

## Produktion
Das Wasser der zur Region Speyside gehörenden Brennerei stammt vom Jock’s Well. Das Malz kommt aus der Burghead-Mälzerei in Elgin. Die Brennerei verfügt über einen Maischbottich (mash tun) (10,6 Tonnen) aus Edelstahl und zwölf Gärbottiche (wash backs) (je 53.000 l). Sie sind ebenfalls aus Edelstahl. Destilliert wird in drei wash stills (je 19.775 l, benutzt werden je 13.100 l) und drei spirit stills (je 24.080 l, benutzt werden je 15.300 l), die durch Dampf erhitzt werden.

## Abfüllungen
Als Originalabfüllung gibt es einen 12-, einen 15- und einen 18-jährigen Single-Malt-Whisky. Sie werden alle mit 40 % Alkohol als The Singleton of Dufftown abgefüllt. Der 12-jährige gehört zur Classic Malts Selection von Diageo.
2014 wurden drei neue Abfüllungen ohne Altersangabe im Markt eingeführt: Spey Cascade, Sunray und Tailfire. Daneben gibt es weitere Abfüllungen, primär für den Duty-free- und Travel-Retail-Bereich.